# El mono
El mono (en inglés: The Monkey) es un relato corto de Stephen King, publicado por primera vez en como folleto en la revista Gallery en 1980. Fue reeditado significativamente y publicado en la colección de cuentos Skeleton Crew de 1985 en Estados Unidos y en el libro La niebla en los países de literatura hispana.
El mono fue nominado al Premio Británico de Fantasía como mejor cuento en 1982.

## Trama

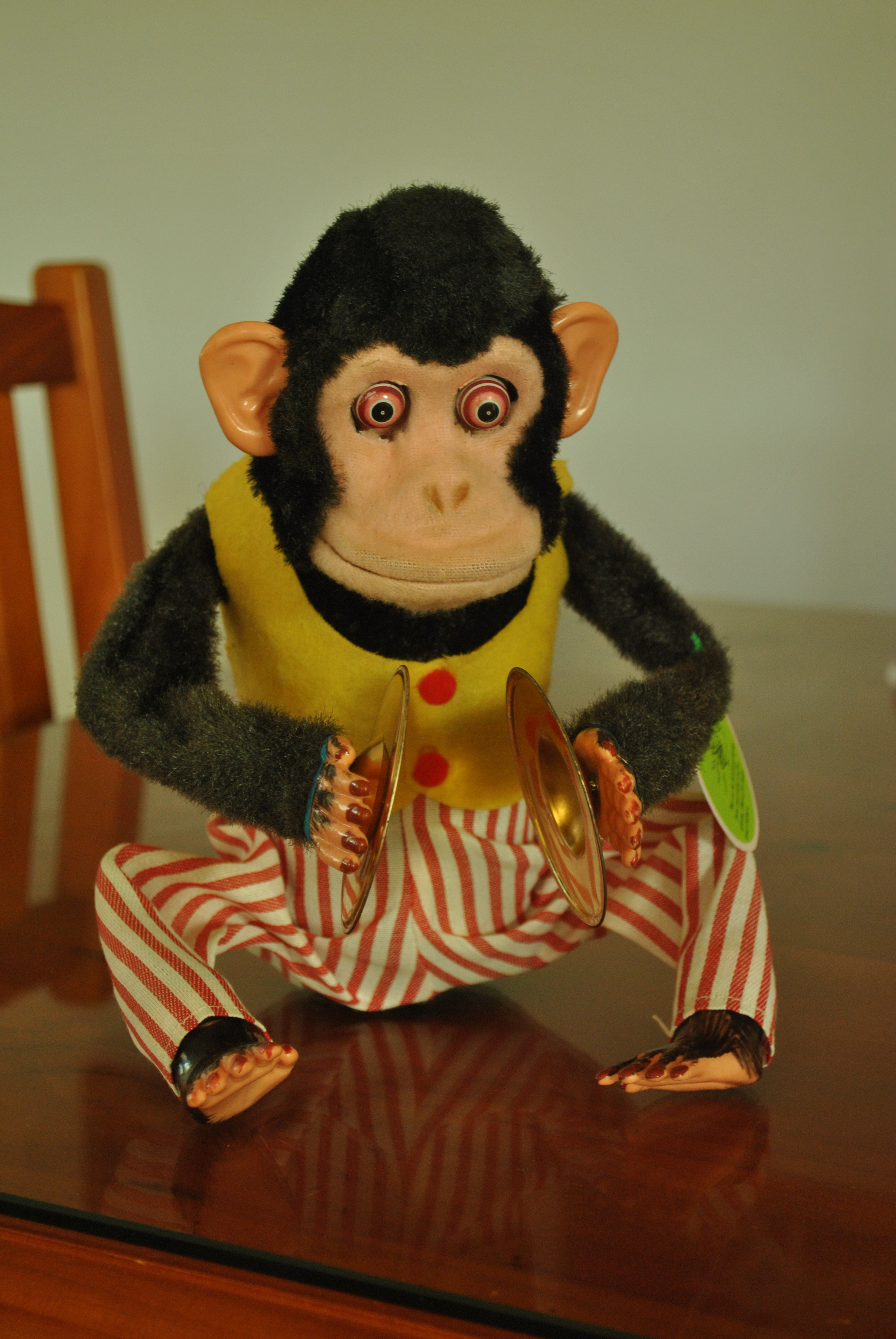
El antagonista del relato es un mono de juguete malvado que golpea platillos.

El protagonista, Hal Shelburn, es un hombre que había sido atormentado por un mono de juguete que tiene llave de cuerda en su espalda que parece traer muerte y desgracia. La historia comienza cuando su hijo, Petey, descubre el mono en una caja mientras explora el ático de la casa de su infancia, pero cuando Hal se entera de esto, termina recordando de manera horrorizante todas sus memorias de la infancia que tuvo con el juguete.
En los flashbacks, Hal recuerda haber encontrado al mono entre las pertenencias de su padre en un trastero. Desde niño, Hal había notado un patrón inquietante en ese mono: cada vez que el mono tocaba sus platillos, se producía una muerte o una calamidad. Estos sucesos incluyeron la caída fatal de su amigo de la infancia, Johnny McCabe, desde una casa del árbol y la muerte del gato de su tía Ida, atropellado por un coche. Creyendo que el mono estaba maldito, el joven Hal lo arrojó a un pozo seco cerca de su casa.
Décadas después, el mono reaparece inexplicablemente y su reaparición hace inquietar al mismísimo Hal, quien teme por la seguridad de su familia. Decididos a destruir el juguete, Hal y Petey van al Lago Cristal con el mono en una bolsa de vuelo lastrada con piedras. Hal rema hasta lo más profundo del lago Crystal, donde arroja la bolsa al agua. Mientras la bolsa se hunde, Hal oye el leve sonido de los platillos del mono. Durante la eliminación del mono en lago Crystal, el bote comienza a romperse, pero Hal logra nadar hasta la orilla sano y salvo junto a Petey. La historia termina con un recorte de periódico que muestra que cientos de peces del lago han muerto como resultado del mono.

## Comentarios
Harold Bloom dijo que el cuento de King "reproduce el mismo tema" que el "más famoso" La pata de mono de W. W. Jacobs.

### Paralelismos temporales y el pasado ineludible
Leonard G. Heldreth escribió en Journal of the Fantastic in the Arts que el cuento explora paralelismos temporales y la conexión entre el pasado y el presente a través de la reaparición de un mono de juguete. Cuando Hal Shelburn encuentra el mono en una caja deteriorada de Ralston-Purina, le evoca vívidamente su infancia, lo que le lleva a citar a su tío Will, fallecido hace tiempo y a comparar la escena con un armario en la casa de su infancia en Hartford, pensando: «No pensaré en eso». A pesar de sus esfuerzos por reprimir estos pensamientos, lo abruman, pues el pasado sigue siendo una parte ineludible y pesada de su identidad. Hal lucha por sobrellevarlo, intentando «superarlo para que desaparezca de nuevo», ya que el mono atormentaba su infancia, regresando cada vez que lo desechaba. Durante la historia, hunde al mono en un lago, aunque imagina que lo recuperan. Los personajes de King a menudo anticipan el futuro de forma ambigua; como reflexiona Hal, «esas eran solo cosas que podrían ser», aunque la evidencia sugiere precognición.

### La culpa, el subconsciente y el simbolismo del mono
Joe Sanders, en Extrapolation, afirma que la historia retrata la lucha de un padre con un juguete maligno que parece causar muertes violentas. Los críticos debaten si el juguete representa el mal externo o la culpa interna y los deseos subconscientes de Hal Shelburn. Douglas Winter ve al mono como una fuerza externa del azar, mientras que Tony Magistrale lo relaciona con la culpa no resuelta de Hal y su subconsciente. Gene Doty identifica un vínculo entre Hal y el mono, interpretándolo como una encarnación ambigua de un mal persistente e incomprensible.
Sanders afirma que los recuerdos que Hal tiene del mono ponen de relieve su poca fiabilidad como narrador, mezclando el deleite infantil con una repugnancia instintiva. Sus intentos por librarse del mono fracasan, lo que refleja su incapacidad para confrontar su significado simbólico. La historia se asemeja al concepto freudiano del ello, donde el mono representa los impulsos destructivos reprimidos. La narrativa culmina con el intento fallido de Hal de destruir al mono, dejando su amenaza sin resolver.

### La intertextualidad y la referencia de Poe
Marta Miquel-Baldellou analiza el relato como una narrativa influenciada por Los asesinatos de la calle Morgue de Edgar Allan Poe. El relato refleja vínculos intertextuales, en particular a través del uso simbólico del mono, que evoca un paralelismo con el orangután que blandía la navaja en el relato de Poe. Ambos se conectan con fuerzas psicológicas y creativas, basándose en los conceptos junguianos de la sombra, que abarcan a Eros y Tánatos.
Miquel-Baldellou afirma que Hal confronta el trauma infantil reprimido a través del mono de juguete, que simboliza los miedos reprimidos y la influencia no resuelta. El análisis también hace referencia a la "ansiedad ante la influencia" de Bloom, retratando la lucha de King por reconciliar el legado de Poe con su propia evolución literaria. Las similitudes biográficas entre King y Poe, incluyendo la ausencia de una figura paterna, refuerzan su exploración temática compartida de los miedos no resueltos y la creatividad.

## Influencias
El episodio "Chinga" de la serie The X-Files, escrito por el mismo King, trata sobre una muñeca maldita y guarda similitudes con el relato del mismo autor. Esta muñeca, que reparte sufrimiento de forma muy similar al mono, también termina hundiéndose en el fondo del océano al final del episodio.
La película The Devil's Gift es una trama muy similar a El mono, lo que lleva a algunos a creer que los realizadores plagiaron la historia. Fue posteriormente reeditado como la segunda historia de la película Merlin's Shop of Mystical Wonders, que apareció en la serie de televisión Mystery Science Theater 3000.
En el episodio "Home" de la serie de televisión Supernatural, la entidad maligna del episodio posee un mono de juguete con platillos, que encendió el triturador de basura mientras un plomero estaba trabajando con el fregadero.

## Adaptaciones
En 2022 se produjo una adaptación oficial de la historia bajo los términos del contrato de King. El cortometraje de una hora de duración, fue escrito y dirigido por el cineasta Spencer Sherry y filmado en la Región Capital del Estado de Nueva York, se estrenó en mayo de 2023.
En mayo de 2023, se anunció que Osgood Perkins escribiría y dirigiría la adaptación con Theo James como protagonista. James Wan produciría a través de su sello Atomic Monster Productions. La película se estrenó en Estados Unidos el 21 de febrero de 2025.